# Плехавичюс, Александрас
Александрас Плехавичюс (лит. Aleksandras Plechavičius; 1 июня 1897 — 6 мая 1942) — российский, а затем литовский военный деятель. В межвоенный период дослужился в литовской армии до полковника. Его старший брат Повилас Плехавичюс был литовским генералом.

## Ранние годы
Родился 1 июня 1897 года в селе Буканчяй (Жидикайский район) в семье литовского крестьянина Игнаса Плехавичюса. Его матерью была литовская дворянка Констанция Буконтайте. У Александраса было десять братьев и сестёр. Он учился в Митавской гимназии.

## Военная служба
Александрас Плехавичюс был мобилизован в Русскую императорскую армию в 1914 году. Вместе со старшим братом Повиласом он окончил Оренбургское казачье училище. Был дважды ранен в боях против немцев и турок. В 1917 году он был назначен командиром своего кавалерийского эскадрона.
В июле 1918 года вместе со своим братом вернулся с фронта в Литву. В ноябре 1918 года он добровольцем вступил в ряды Литовской армии. С декабря 1918 по февраль 1919 года Плехавичюс принимал активное участие в Советско-литовской войне в районах Седы, Тельшяя и Акмяне. 7 февраля 1919 года назначен командиром штабной роты (комендантуры) Седа—Мажейкяй и был заместителем её коменданта. В июле того же года Плехавичюс был назначен комендантом Утены и занимался организацией штабов района и города.
В декабре 1919 года стал командиром 5-го пехотного полка. В сентябре и октябре 1920 года он участвовал в боях против польских войск. После боёв, в ноябре 1920 года Плехавичюс был переведён во 2-го уланского полка. В декабре того же года он стал командиром эскадрона, а с июля 1921 года — заместителем полковника. 
В декабре 1921 года, Плехавичюс был назначен председателем полкового суда.

## Дальнейшая биография
В 1923 году окончил Высшие офицерские курсы. 
Через три года он уже был полковником 2-го уланского полка, а ещё через год — его командиром. 
В 1929 году его отправили на обучение в рейхсвер. В 1933 году Плехавичюс вышел на пенсию и занялся сельским хозяйством.
После оккупации Литвы Советским Союзом в июне 1940 года он был арестован НКВД 13 июля того же года. Его жестоко допрашивали в Расейняйской тюрьме, а в июле 1941 года выслали в Соль-Илецкий район Чкаловской области, а в октябре — в Петропавловск. 
Вместе с ним был депортирован его младший брат Казимерас (род. 1909). Александрас Плехавичюс умер в тюрьме в мае 1942 года.

## Награды
Плехавичюс был награждён следующими орденами:
- Орден Креста Витиса 5-й степени (1927)
- Орден Великого князя литовского Гядиминаса 3-й степени (1928)
- Орден Витаутаса Великого 3-й степени (1933)

## Память
В деревне Кальнишкяй Сталгенайского староства был установлен памятник Александрасу Плехавичюсу.